# 德拉萬 (伊利諾伊州)
德拉萬（英語：Delavan）是一個位於美國伊利諾伊州塔茲韋爾縣的城市。

## 地理
德拉萬的座標為40°22′15″N 89°22′34″W / 40.37083°N 89.37611°W，而該地的平均海拔高度為188米（即617英尺）。

## 人口
根據2010年美國人口普查的數據，德拉萬的面積為3.34平方千米，當中陸地面積為3.34平方千米，而水域面積為0.00平方千米。當地共有人口1689人，而人口密度為每平方千米505.69人。